# Los dieciséis
Se conoce con el nombre de "Consejo de los dieciséis" o, más sencillamente, con el epíteto de «Los Dieciséis» a un sector radical de la Liga Católica, durante la Octava Guerra de Religión en Francia, a finales del siglo XVI. Actuó en la zona de París y estaba formado por nobles, clérigos, funcionarios, artesanos, etc.

## Circunstancias de su creación
Después de la muerte del duque de Anjou en 1584, la Liga se reorganizó: nombró un candidato al trono, el cardenal de Borbón, y eligió como jefe al duque de Guisa, que obtuvo el apoyo financiero y militar de Felipe II de España por el tratado de Joinville en 1584.
El 9 de mayo de 1588, Enrique I de Guisa, tercer duque de Guisa, entró en París, haciendo caso omiso a la prohibición que había emitido el rey Enrique III hacia el líder de los católicos ligueros. El rey envió la guardia suiza para evitarlo y ello provocó la sublevación de parte de la población parisina, que en su mayoría apoyaba a la Liga. Este levantamiento, que se produjo el 12 de mayo de 1588, se conoce como el Día de las barricadas. Fue una de las grandes revueltas urbanas de Francia, que provocó que el rey abandonara París y que el duque de Guisa se hiciera con el poder en la ciudad.
Los jefes ligueros se hicieron dueños de la milicia urbana y derrocaron al gobierno municipal. Dividieron la capital en dieciséis barrios, cuyos jefes electos conformaron una suerte de Estado Mayor de la Liga, al que se llamó Consejo de los Dieciséis (conseil des Seize, en francés).

## Desarrollo y evolución de «los Dieciséis»
El movimiento tomó un caríz revolucionario, atizado por la crisis de subsistencias y el desempleo. En las predicaciones incendiarias de los monjes ligueros, en las largas procesiones armadas, surgían reivindicaciones de soberanía popular. En esta situación conflictiva se inmiscuyó el rey español, Felipe II, que apoyaba a la Liga Católica. En concreto, fue el embajador español Bernardino de Mendoza, quien alentó las revueltas contra el monarca.
Este grupo no sólo tenía un fin político, sino también otro de vigilancia moral que ejercía mediante predicadores que instigaban el fanatismo religioso, lo que acarreó problemas a la propia Liga Católica e incluso a la Corona. Mediante panfletos y prédicas, acusaban al rey Enrique III de homosexual y le desprestigiaban atribuyéndole muchos vicios.

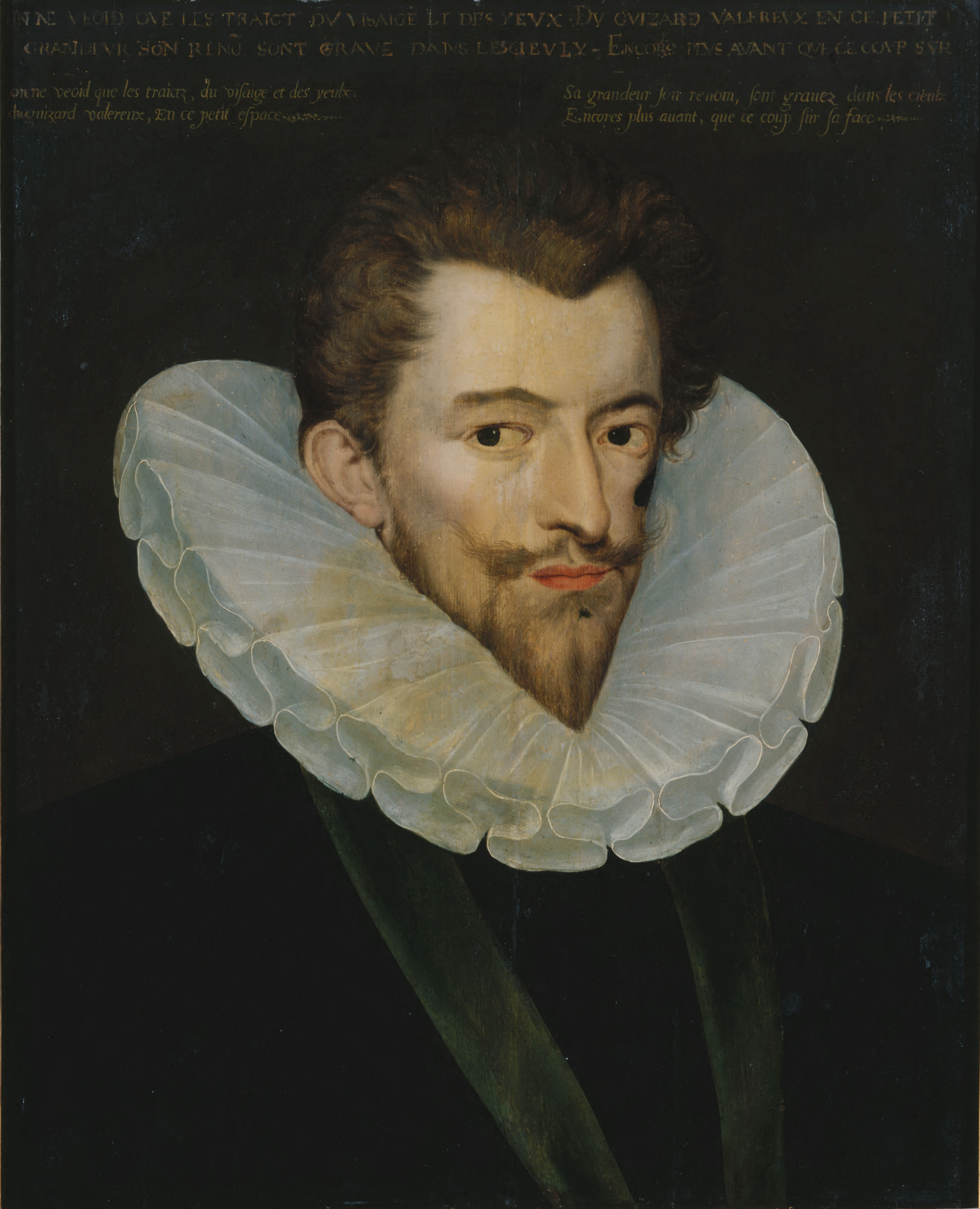
Retrato de Enrique I de Guisa, tercer duque de Guisa, hacia 1588. Museo Carnavalet, París.

Estas circunstancias condujeron a que Enrique III cediera ante la Liga Católica. El 15 de julio de 1588, Enrique de Guisa le hizo firmar un edicto conocido como el «Edicto de Unión de 1588», por el que el Rey se comprometía a "extirpar la herejía del reino" y a no firmar "ninguna paz ni tregua con los herejes", y le nombraba Teniente General del Reino. El Rey convocó entonces los Estados Generales en Blois. Cuando se reunieron en diciembre del mismo año, la suerte del principal apoyo de la Liga había cambiado: la Armada Invencible había sido derrotada y Felipe II había abandonado sus sueños de reconquista católica de Europa. Estos hechos permitían que Enrique III pudiera oponerse más fácilmente a los de Guisa y a la Liga.
El duque de Guisa acudió a los Estados Generales con su propio hermano, el cardenal Luis II de Guisa, y mientras esperaban ser llamados por el rey para entrevistarse con él el 23 de diciembre de 1588, la guardia real asesinó al duque y a su hermano al día siguiente. El asesinato de los Guisa desató una rebelión abierta contra el Rey.
La Liga Católica, al ser eliminado su cabecilla, desató su ira contra la monarquía y se dedicó a pregonar la maldad del rey y su tiranía. Eligió como nuevo jefe al hermano de Enrique de Guisa, el duque de Mayenne, al que nombraron teniente general del Estado y de la Corona. En París, la Sorbona, bajo la presión de la Liga, liberó a los súbditos de su juramento de fidelidad al Rey. Los Dieciséis se hicieron con la administración de la ciudad y depuraron las grandes instituciones del Estado. Seguidamente, extendieron su gobierno revolucionario al resto del país mediante la creación de un Consejo General de la Unión (Conseil général de l'Union), compuesto por delegados de los Dieciséis y por representantes de los tres estamentos, y presidido por el duque de Mayenne.

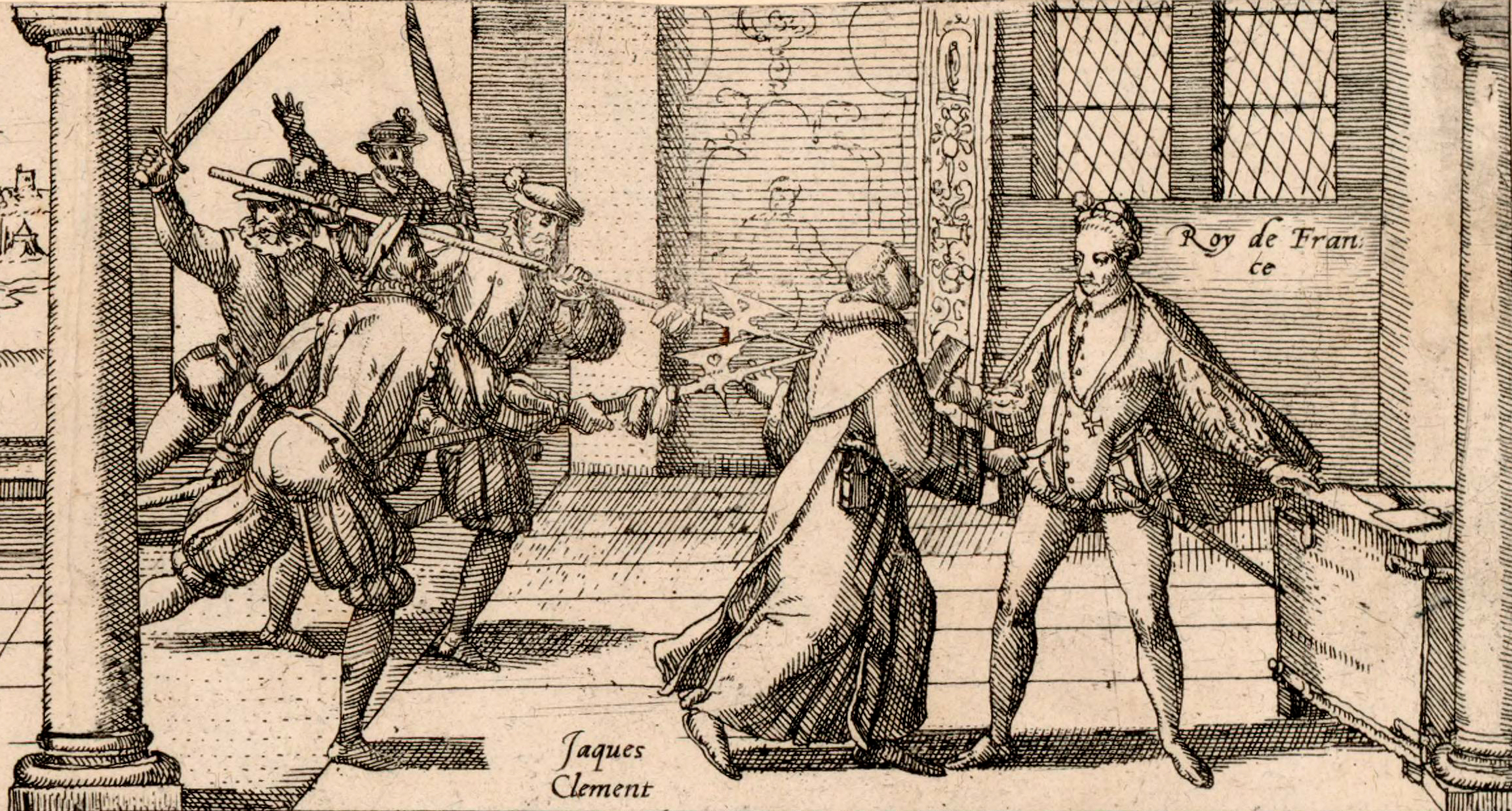
Clément apuñalando a Enrique III.

Grandes ciudades del Reino, como Lyon, Bourges, Marsella y Toulouse, tomaron partido por la Liga. Pero el asesinato de Enrique III el 1 de agosto de 1589 por el fraile dominico Jacques Clément, perteneciente a la Liga Católica, y el ascenso de Enrique de Navarra al trono en agosto de 1589 debilitaron a la Liga, que acabó dividida. A los Dieciséis, que se negaban a cualquier acuerdo con Enrique IV, se oponía ahora un partido moderado dispuesto a entenderse con el rey legítimo.
El duque de Mayenne optó por apoyarse en los sectores más moderados de la Liga. Durante los Estados Generales que convocó en París en 1593, inició unas negociaciones con los católicos que apoyaban al Rey y a los que encabezaba Renaud de Beaune. Después de la abjuración de Enrique IV y de que se convirtiera al catolicismo el 25 de julio de 1593, se alcanzó una tregua que anunciaba la reconciliación. El 27 de marzo de 1594, París, bastión de la Liga, abrió sus puertas al Rey. Mayenne se sometió a Enrique IV en 1595 y recibió el gobierno de la Isla de Francia.